# Hamburg-Mühlenberg
Hamburg-Mühlenberg ist ein Weiler der Ortsgemeinden Bleialf und Brandscheid im Eifelkreis Bitburg-Prüm in Rheinland-Pfalz.

## Geographische Lage
Hamburg-Mühlenberg liegt auf den Gemarkungen der beiden Ortsgemeinden Bleialf (Bebauung entlang der Straße „Hamburg“) und Brandscheid (südwestlicher Teil). Geographisch liegt der Weiler südlich von Bleialf (Entfernung: 0,9 km) und nordwestlich von Brandscheid (Entfernung: 2,2 km). Hamburg-Mühlenberg befindet sich in leichter Tallage und ist überwiegend von landwirtschaftlichen Nutzflächen sowie einem Waldgebiet im Norden umgeben. Die Ansiedlung liegt zwischen Alfbach und Üchenbach. Zweiterer mündet in Hamburg-Mühlenberg in den Alfbach.

## Geschichte
Es ist von einer frühen Besiedelung des Gebietes um Hamburg-Mühlenberg auszugehen. Bereits im Hochmittelalter wurde in der Region Bleierz abgebaut. Von 1839 bis 1852 wurde im heutigen Weiler das Bleibergwerk „Neue Hoffnung“ betrieben.
Hamburg-Mühlenberg gehörte im Jahre 1885 als Weiler von Bleialf zur Bürgermeisterei Bleialf. Der Name Mühlenberg war vor allem zur Zeit des Abbaus von Bleierz (Mühlenbergerstollen) gebräuchlich, heute wird überwiegend nur noch der Name Hamburg verwendet.

## Kultur und Sehenswürdigkeiten

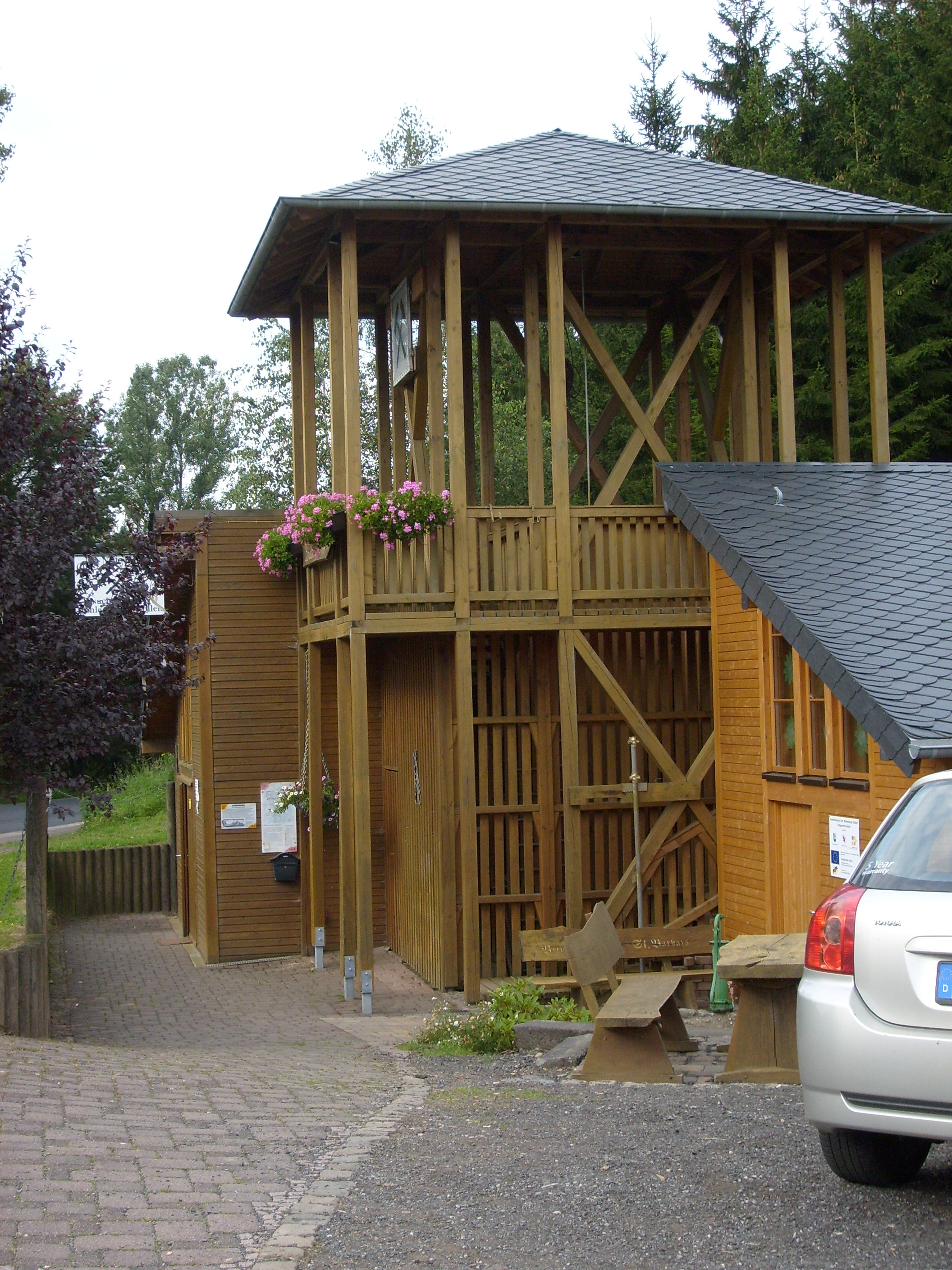
Museum Bleibergwerk

### Museum Bleibergwerk
1986/87 wurde von der Ortsgemeinde Bleialf zusammen mit einem örtlichen Verein ein Museum im ehemaligen Bergwerk eingerichtet. Seitdem sind kleine Teile des ehemaligen Stollens begehbar. Das Museum bietet die Möglichkeit, den Bleierzabbau kennenzulernen und sich mit den örtlichen geologischen Gegebenheiten auseinanderzusetzen. Zusätzlich zum Museum wurde ein geologisch-montanhistorischer Lehr- und Wanderpfad eingerichtet.

### Ehemalige Mühle / Ehemaliger Steinbruch
In unmittelbarer Nähe zum Bergwerk wurden zudem eine Mühle am Alfbach und ein Steinbruch nördlich des Weilers betrieben. Genauere Angaben liegen nicht vor.

### Naherholung
Die Gemeinde Bleialf ist mit diversen Wanderwegen ausgestattet. Vier davon haben unter anderem den Schwerpunkt Bergwerk und führen durch Hamburg-Mühlenberg. Die Länge dieser Wanderwege variiert zwischen 4 und 11 km. Auch die Route 4 des Prümer Landes führt zum Bergwerk und behandelt das Thema Bleialf und die Schneifel. Wenig nördlich des Weilers befinden sich zudem ein Campingplatz und ein Jugenddorf.

## Wirtschaft und Infrastruktur

### Unternehmen
Im Weiler werden das genannte Museum und ein Fachgeschäft für Wolle betrieben.

### Verkehr
Es existiert eine regelmäßige Busverbindung.
Hamburg-Mühlenberg ist durch die Landesstraße 12 von Bleialf in Richtung Brandscheid erschlossen.